# Murinae
Murinae é uma subfamília de roedores da família Muridae.

## Gêneros
- Divisão Aethomys
  - Gênero Aethomys Thomas, 1915
  - Gênero Micaleamys Ellerman, 1941
- Divisão Apodemus
  - Gênero Apodemus Kaup, 1829
  - Gênero Rhagamys Major, 1905
  - Gênero Tokudaia Kuroda, 1943
- Divisão Arvicanthis
  - Gênero Arvicanthis
  - Gênero Desmomys
  - Gênero Lemniscomys
  - Gênero Mylomys
  - Gênero Pelomys
  - Gênero Rhabdomys
- Divisão Chrotomys
  - Gênero Apomys
  - Gênero Archboldomys
  - Gênero Chrotomys
  - Gênero Rhynchomys
- Divisão Colomys
  - Gênero Colomys
  - Gênero Nilopegamys
  - Gênero Zelotomys
- Divisão Crunomys
  - Gênero Crunomys
  - Gênero Sommeromys
- Divisão Dacnomys
  - Gênero Anonymomys
  - Gênero Chiromyscus
  - Gênero Dacnomys
  - Gênero Leopoldamys
  - Gênero Niviventer
  - Gênero Saxatilomys
  - Gênero Srilankamys
- Divisão Dasymys
  - Gênero Dasymys
- Divisão Echiothrix
  - Gênero Echiothrix
- Divisão Golunda
  - Gênero Golunda
- Divisão Hadromys
  - Gênero Hadromys
- Divisão Hybomys
  - Gênero Dephomys
  - Gênero Hybomys
  - Gênero Stochomys
- Divisão Hydromys
  - Gênero Crossomys
  - Gênero Hydromys
  - Gênero Microhydromys
  - Gênero Parahydromys
  - Gênero Paraleptomys
- Divisão Lorentzimys
  - Gênero Lorentzimys
- Divisão Malacomys
  - Gênero Malacomys
- Divisão Maxomys
  - Gênero Maxomys
- Divisão Melasmothrix
  - Gênero Melasmothrix
  - Gênero Tateomys
- Divisão Micromys
  - Gênero Chiropodomys
  - Gênero Haeromys
  - Gênero Hapalomys
  - Gênero Micromys
  - Gênero Vandeleuria
  - Gênero Vernaya
- Divisão Millardia
  - Gênero Cremnomys
  - Gênero Diomys
  - Gênero Madromys
  - Gênero Millardia
- Divisão Mus
  - Gênero Muriculus
  - Gênero Mus
- Divisão Oenomys
  - Gênero Canariomys
  - Gênero Grammomys
  - Gênero Lamottemys
  - Gênero Malpaisomys
  - Gênero Oenomys
  - Gênero Thallomys
  - Gênero Thamnomys
- Divisão Phloeomys
  - Gênero Batomys
  - Gênero Carpomys
  - Gênero Crateromys
  - Gênero Phloeomys
- Divisão Pithecheir
  - Gênero Eropeplus
  - Gênero Lenomys
  - Gênero Lenothrix
  - Gênero Margaretamys
  - Gênero Pithecheir
  - Gênero Pithecheirops
- Divisão Pogonomys
  - Gênero Abeomelomys
  - Gênero Anisomys
  - Gênero Chiruromys
  - Gênero Coccymys
  - Gênero Coryphomys
  - Gênero Hyomys
  - Gênero Macruromys
  - Gênero Mallomys
  - Gênero Mammelomys
  - Gênero Pogonomelomys
  - Gênero Pogonomys
  - Gênero Spelaeomys
  - Gênero Xenuromys
- Divisão Pseudomys
  - Gênero Conilurus
  - Gênero Leggadina
  - Gênero Leporillus
  - Gênero Mastacomys
  - Gênero Mesembriomys
  - Gênero Notomys
  - Gênero Pseudomys
  - Gênero Zyzomys
- Divisão Rattus
  - Gênero Abditomys
  - Gênero Bandicota
  - Gênero Berylmys
  - Gênero Bullimus
  - Gênero Bunomys
  - Gênero Diplothrix
  - Gênero Kadarsanomys
  - Gênero Komodomys
  - Gênero Limnomys
  - Gênero Nesokia
  - Gênero Nesoromys
  - Gênero Palawanomys
  - Gênero Papagomys
  - Gênero Paruromys
  - Gênero Paulamys
  - Gênero Rattus
  - Gênero Sundamys
  - Gênero Taeromys
  - Gênero Tarsomys
  - Gênero Tryphomys
- Divisão Stenocephalomys
  - Gênero Heimyscus
  - Gênero Hylomyscus
  - Gênero Mastomys
  - Gênero Myomyscus
  - Gênero Praomys
  - Gênero Stenocephalemys
- Divisão Uromys
  - Gênero Melomys
  - Gênero Paramelomys
  - Gênero Protochromys
  - Gênero Solomys
  - Gênero Uromys
- Divisão Xeromys
  - Gênero Leptomys
  - Gênero Pseudohydromys
  - Gênero Xeromys